# 布氏水珍魚
布氏水珍魚，為輻鰭魚綱水珍魚目水珍魚科的其中一種，為深海魚類，分布於中西大西洋南美洲北部海域，水深200-400公尺，體長可達15公分，棲息在深水域，生活習性不明。

## 扩展阅读
維基物種上的相關：布氏水珍魚